# The Sunshine Boys (1975)
The Sunshine Boys is een Amerikaanse film uit 1975 van regisseur Herbert Ross. De komedie is gebaseerd op het gelijknamige toneelstuk van schrijver Neil Simon en verzilverde een van in totaal vier Academy Award-nominaties.

## Verhaal
Willy Clark vormde ooit met Al Lewis het beroemde vaudevilleduo "Lewis and Clark", ook bekend als "The Sunshine Boys". Inmiddels is hij een temperamentvolle en vergeetachtige komiek die er niet in slaagt om werk te vinden. Ben Clark, de neef en impresario van Willy, doet er nochtans alles aan om hem te helpen. Op een dag versiert Ben een acteeropdracht voor televisiezender ABC, dat een uitzending wil wijden aan de geschiedenis van de komedie. Er is echter een probleem: de zender wil dat Willy opnieuw samenwerkt met zijn vroegere partner Al Lewis.
Willy staat weigerachtig tegenover het voorstel aangezien hij een bloedhekel heeft aan zijn vroegere collega. Maar op aandringen van Ben besluit hij Al toch uit te nodigen in zijn appartement. De twee oude vaudevillesterren proberen hun succesvolle dokterssketch voor te bereiden, maar de repetitie loopt al snel in het honderd. Tot grote ergernis van Al past Willy voor het eerst in hun lange carrière de tekst van de sketch aan. Voor Al is de maat vol; hij keert terug naar zijn woning in New Jersey en weigert nog mee te werken aan het optreden.
Ben grijpt in en hoewel hij geen toestemming krijgt van de dochter van Al om met haar vader te praten, weet hij de komiek toch te overtuigen om zijn vroegere partner nog een kans te geven. In de kleedkamer van de ABC-studio's gunnen de twee komieken elkaar geen blik waardig. Even later beginnen de twee mannen aan de generale repetitie van hun sketch. Alles verloopt vlot tot Al begint te spuwen en zijn partner herhaaldelijk op de borst tikt. Willy is het gedrag van zijn partner beu en begint aan een tirade. Hoewel Ben en de televisiecrew proberen in te grijpen, besluiten Willy en Al de set te verlaten. In de trappenhal eindigt Willy's woede-uitbarsting in een hartaanval.
Willy herstelt van de hartaanval en wordt in zijn appartement verzorgd door een verpleegster, met wie hij voortdurend ruzie maakt. Zijn neef Ben komt op bezoek en stelt voor om hem in een rusthuis voor acteurs onder te brengen. Even later komt ook Al langs. Zijn vroegere partner legt uit dat zijn dochter opnieuw zwanger is en dat hij daarom zijn kamer in haar huis moet verlaten. Hij denkt eraan om zich aan te sluiten bij het rusthuis voor acteurs.

## Rolverdeling
| Acteur            | Personage     |
| ----------------- | ------------- |
| Walter Matthau    | Willy Clark   |
| George Burns      | Al Lewis      |
| Richard Benjamin  | Ben Clark     |
| Carol Arthur      | Doris Green   |
| Lee Meredith      | Miss McIntosh |
| Rosetta Le Noire  | Odessa        |
| Howard Hesseman   | Mr. Walsh     |
| Jennifer Lee      | Helen Clark   |
| F. Murray Abraham | Garagist      |
| Steve Allen       | Als zichzelf  |
| Phyllis Diller    | Als zichzelf  |

## Productie
Toneelschrijver Neil Simon bedacht het theaterstuk The Sunshine Boys dat in 1972 in première ging op Broadway. Het toneelstuk vertelde het verhaal van de vaudevilleacteurs Lewis en Clark die op het podium erg succesvol waren, maar naast het podium rivalen waren. De hoofdpersonages waren gebaseerd op de vaudevilleduo's "Smith & Dale", die in het echte leven boezemvrienden waren, en "Gallagher and Shean", die net als Lewis en Clark rivalen waren. Ook het duo "Weber and Fields" wordt soms als inspiratiebron genoemd.
Het succes van de theatervoorstelling leidde tot een gelijknamige speelfilm, waarvoor Simon zelf het scenario schreef. Woody Allen werd gevraagd om de film te regisseren, maar de regisseur toonde meer interesse in het vertolken van het personage Lewis. Meer dan twintig jaar later zou Allen het personage vertolken in een tv-versie van The Sunshine Boys.
Aanvankelijk werden Bob Hope en Bing Crosby voorgesteld als hoofdrolspelers, maar Simon vond dat de hoofdpersonages gespeeld moesten worden door joodse komieken. Groucho Marx en Phil Silvers werden overwogen, maar de rollen gingen uiteindelijk naar Red Skelton en Jack Benny. Beide acteurs haakten echter al snel af. Omdat bij Benny pancreaskanker werd vastgesteld, stelde de acteur zijn collega George Burns voor, hoewel diens laatste filmrol dateerde van 1939. Skelton haakte af omdat hij meer kon verdienen met zijn stand-upcomedy. Hij werd uiteindelijk vervangen door de zeven jaar jongere Walter Matthau, met wie Simon eerder al had samengewerkt aan The Odd Couple (1968) en Plaza Suite (1971).
George Burns en Walter Matthau wonnen beide een Golden Globe voor hun vertolking. De twee werden ook genomineerd voor een Academy Award, maar enkel Burns wist zijn nominatie te verzilveren. De 80-jarige komiek werd de oudste winnaar ooit, een record dat pas in 1990 zou verbroken worden door actrice Jessica Tandy.

## Prijzen

### Academy Awards
- Best Supporting Actor – George Burns

### Golden Globes
- Best Motion Picture: Musical or Comedy
- Best Actor: Motion Picture Musical or Comedy – George Burns
- Best Actor: Motion Picture Musical or Comedy – Walter Matthau
- Best Supporting Actor: Motion Picture – Richard Benjamin

### Writers Guild of America
- Best Comedy Adapted from Another Medium – Neil Simon